# マフラー (原動機)

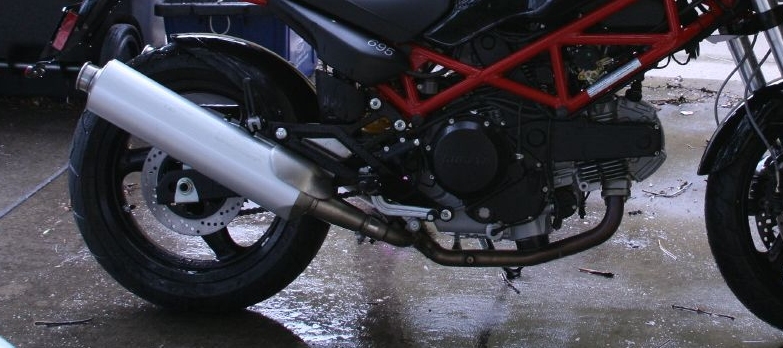
オートバイのマフラーの一例

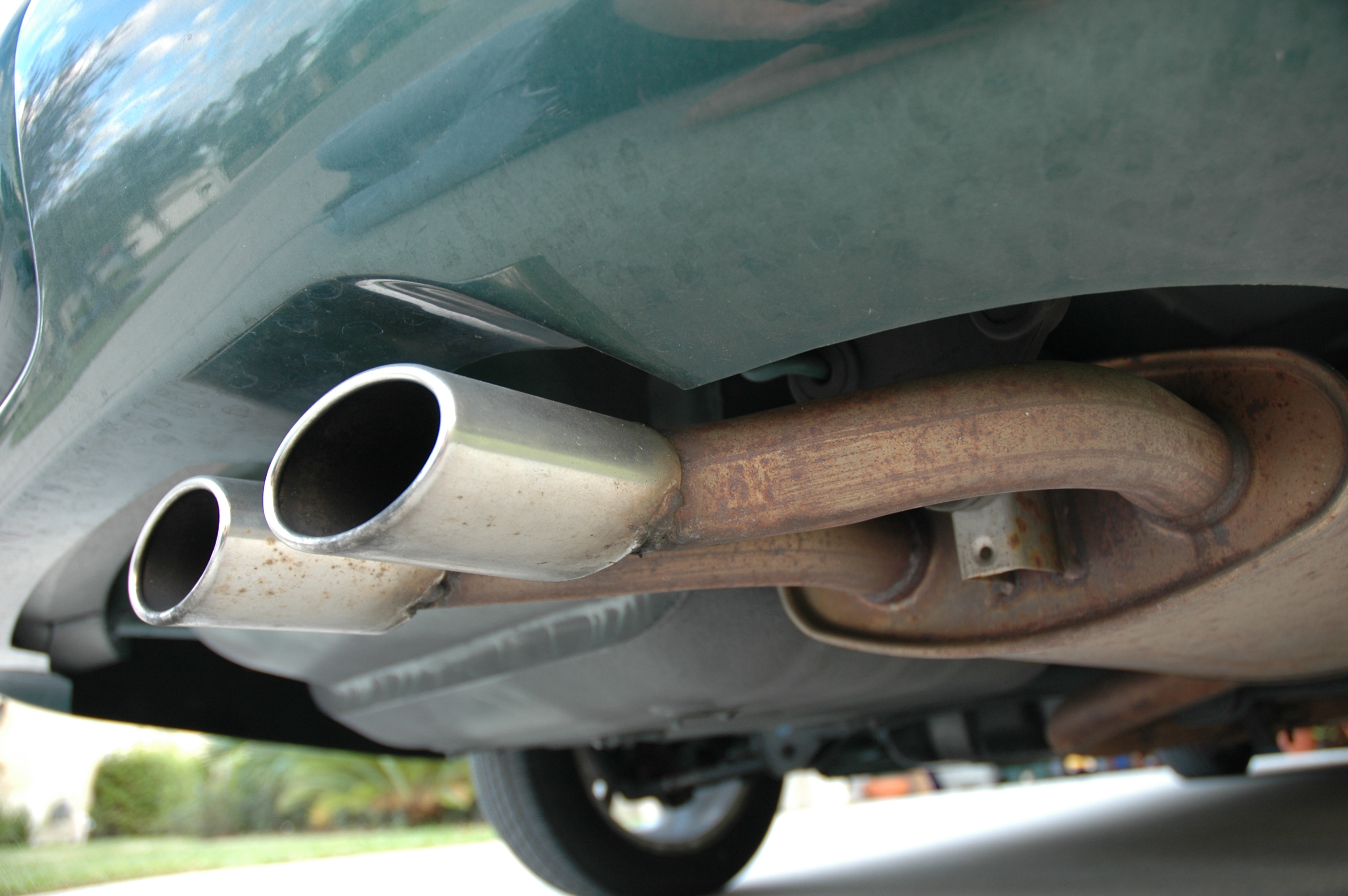
自動車のマフラーの一例

マフラー（アメリカ英語: muffler）とは、内燃機関（エンジン）において排気ガスが外部へ排出される際に発生する音（排気音）や吸気管に空気が吸い込まれる際に発生する音（吸気音）を低減すると共に、エンジン特性を調整する装置である。
- mufflerという言葉は「音量を下げるために（音源を）包んだり覆ったりする」という意味の"muffle"に[2]、動作主名詞を形成する接尾辞"-er"を加えた単語である。

消音器やサイレンサー（イギリス英語: silencer）などとも呼ばれるが、自動車などの分野では排気音を低減するものはマフラー、吸気音を低減するものはサイレンサーと呼ばれるのが一般的である。オートバイの分野では排気管全体を指してマフラーと呼ぶ場合もあり、この場合には消音機能を持つ部分のみを区別してサイレンサーと呼ぶ。
原動機の排気音は一般には騒音とみなされるが、一部の愛好家にとっては快感をもたらし、大音量を求める。

## 排気マフラー
シリンダーでの仕事を終えた燃焼ガスは排気として放出されるが、依然として高温、高圧であり、大気に解放されると急激に膨張して大きな音を発する。マフラーはその内部で排気を段階的に膨張させたり、繰り返して圧力波を干渉させるなどの方法で、圧力と温度を下げて騒音を抑える装置であり、ラジコンや草刈り機のような小型エンジンでの使用、鉄道車両でのディーゼル機関車や気動車の排気煙突の手前に設置される物での使用から、定置型の発電機や船舶のような大型エンジンまで広い用途の内燃機関に取り付けられている。マフラーは排気の流れを妨げる抵抗、すなわち背圧を生む構造であるが、自動車などのエンジンにおいては背圧を利用して、発進時や加速時などに有用なエンジン出力の過渡特性を向上させている場合もある。こうした場合に用いられるマフラーは効率よく排気を排出させる機能と、適度な背圧を与える機能とのバランスを考慮した設計がされており、プリ・マフラーとメイン・マフラーのように複数を備える場合もある。
最も簡単なマフラーの構造は単純な管を取り付けただけのものであるが、より高い消音効果を得るために次のような構造を設ける場合や、これらを組み合わせる場合がある。
- 流路を部分的に広くする。
- 内部に、パンチングパイプと呼ばれる穴の開いた管を通した二重構造とする。
- 管の内壁に凹凸を設ける。
- 障壁となる構造（バッフル）を設ける。
- 内部空間に吸音性のある材質、構造物を充填する。

単純な構造のものほど軽量で安価に作ることができ、排気の流れに抵抗となりにくいが、消音機能や背圧を利用する機能は低くなる。自動車や農機、可搬式エンジン機器などで多く見られるマフラーは、内部を邪魔板（バッフルプレート）で仕切って複数の空間に分け、それらを遠回りになるように長さや太さの違うパイプで繋いだ構造をとったものである。排気ガスが複雑な経路でマフラーの中を通過するうちに、膨張や圧力波の干渉を繰り返して音量を抑えられる。
マフラーの主要構造に使われる材質には鋼管や鋼板、場合によってはステンレス鋼材が用いられることが多い。エンジンの用途によってはアルミニウム合金や真鍮（黄銅）、チタン合金やインコネルといった合金が使われることもある。サイレンサーの外殻部分など、排気が直接触れない部分ではFRPやCFRPといった繊維強化プラスチックが使われることもある。マフラー内に吸音材として充填される材料には、グラスウールやスチールウール、スチールメッシュ（金網）などが使われる。またサイレンサーは三元触媒と外観が似ているものもあるが、サイレンサーは排気管の中ほどから後方、触媒は排気温度が下がる前のエキゾーストマニホールド集合部や排気管のエンジン寄りに取り付けられる場合が多い。

### 自動車等のマフラー
公道を走行する自動車（四輪車、オートバイ等）の騒音については、多くの国において法令により制限が設けられている。公道を走行しない自動車競技やオートバイ競技についても、フォーミュラ1のような一部のカテゴリを除き、公式な競技では競技規則（レギュレーション）よって車両の騒音レベルに上限が設けられている。非公式な競技や個人的にサーキットを走行する場合でも、サーキットの利用規則によって制限されている場合もある。したがって、ほとんどの自動車やオートバイにおいて、マフラーを装備することは不可欠となっている。かつては単純な構造であったが、現在では、より確実で耐久性のある音量低減効果を持たせた結果、エキゾーストマニホールドやセンターパイプよりも太く大きなサイレンサー部分を持つものが主流である。
四輪自動車はオートバイに比べると車体が大きく、重量面でも制約が少ない。またエンジンやマフラーが車体に覆われているので、マフラーの材質や形状が車両の外観におよぼす影響が小さく設計の自由度が高い。自動車においては、1つのマフラーだけでは消音性能が不十分な場合、段階的に複数のマフラーが取り付けられる場合があり、メインマフラー（メインサイレンサー）、サブマフラー（サブサイレンサー）、プリマフラーのように呼び分けられる。プリマフラーは、メインマフラーとサブマフラーだけでは消音効果が不足する場合に排気管の途中に膨らませた構造を設けたものである。車体に覆われたメインマフラーの出口から車体の外部へ排気ガスを導くパイプは、外観意匠に影響する部品であるため、材質や表面処理、パイプの本数や寸法、角度などが車両外観の一部としてデザインされたり、目立たないようにデザインされる場合もある。あるいは開口部をリヤバンパーの一部として設計される場合もある。外観や性能に対する要求に応じてバンパーからはみ出す寸法が大きくなる場合もあるが、日本では2009年以降、バンパーからのはみ出し寸法や管材端末部の処理などについての保安基準が設けられている。
オートバイは自動車よりも車体が小さく、マフラーは大きさに制限がある。また、マフラーが露出している場合が多く、車体外観に影響するため材質や形状、場合によっては色も含めて、車両の外観意匠の一部として設計されている場合がある。

#### 改造マフラー
自動車やオートバイには、車体の製造時に取り付けられる純正マフラーのほかに、車体製造メーカー以外のアフターマーケットによって製造されるマフラーも販売されており、デビルのような専門メーカーも存在する。アフターマーケット製のマフラーには消音性能などを純正マフラー同等とした製品のほかに、純正マフラーよりも排気効率や耐食性を向上したり、エンジンの出力特性や音量・音質、外観デザインをユーザーのニーズに合わせた設定としたマフラーも製造販売されている。あるいは、排気効率と軽量化を重視して、公道を走行するための保安基準は満たさない競技専用とした製品もある。競技専用マフラーの中には、排気効率をさらに向上させる着脱式のパイプや、着脱式の追加サイレンサーをマフラー出口から挿入して、走行する状況に応じてユーザーが排気効率や音量を調節できるようにした製品もある。

#### 排気口の閉塞による事故
冬季には車の周囲と排気口（マフラー以降のテールパイプ開口部）が雪に塞がれ、排ガスが車内に充満し、車内で一酸化炭素中毒に陥る事故が発生することがある。

## 吸気サイレンサー
発電用や自動車用など、特に静粛性が求められるエンジンには吸気管で生じる騒音を低減するサイレンサーが付けられる場合がある。自動車用では、ヘルムホルツ共鳴器や拡張室を利用したものが多い。ヘルムホルツの共鳴器を利用したものはレゾネーター（英: resonator）とも呼ばれ、吸気管の途中に設けられた枝管に共鳴を起こして、騒音として生じる音と打ち消し合うものである。枝管はくびれた首部と空洞部で形成され、首部の断面積や長さ、空洞部の容積により打ち消し合う騒音の周波数が決まる。これは、吸気特性をも考慮して設計される事が多い。